# Foldvik
Foldvik est une localité du comté de Troms, en Norvège.

## Géographie
Foldvik est située dans le comté de Troms, sur la côté Atlantique, sur la rive sud du fjord Gratangen.
Administrativement, Foldvik fait partie de la kommune de Gratangen.
La population de Foldvik est estimée à 115 habitants.